# Liste de comtés homonymes aux États-Unis
De nombreux comtés, aux États-Unis, portent un nom unique. Toutefois, un certain nombre de comtés ont des homonymes exacts dans divers autres États de l'Union et, parfois, dans d'autres pays anglo-saxons. La liste qui suit recense les cas d'homonymies.
Voir aussi : Listes des comtés des États-Unis (accès aux 50 listes de comtés par État)

## Liste alphabétique des pages d'homonymie

### A
Adair : 4 – 
Adams : 12 – 
Albany : 2 – 
Alexander : 2 – 
Allegany : 2 – 
Alleghany : 2 – 
Allen : 5 – 
Anderson : 5 – 
Antrim : 1 (*) – 
Armstrong : 2 – 
Ashland : 2 – 
Atchison : 2
(*) + autre comté de ce nom en Irlande du Nord

### B
Baker : 3 – 
Baldwin : 2 – 
Barbour : 2 – 
Barry : 2 – 
Barton : 2 – 
Bath : 2 – 
Bay : 2 – 
Beaufort : 2 – 
Beaver : 3 – 
Bedford : 3 – 
Bell : 2 – 
Benton : 9 – 
Berkeley : 2 – 
Berrien : 2 – 
Bibb : 2 – 
Big Horn : 2 – 
Blaine : 4 – 
Blount : 2 – 
Boone : 8 – 
Bourbon : 2 – 
Boyd : 2 – 
Bradford : 2 – 
Bradley : 2 – 
Bristol : 2 – 
Brooks : 2 – 
Brown : 9 – 
Brunswick : 2 – 
Bryan : 2 – 
Buchanan : 3 – 
Buffalo : 3 – 
Burke : 3 – 
Butler : 8 – 
Butte : 3

### C
Caldwell : 5 – 
Calhoun : 11 – 
Camden : 5 – 
Cameron : 3 – 
Campbell : 5 (*) – 
Carbon : 4 – 
Caroline : 2 – 
Carroll : 13 – 
Carter : 5 – 
Cass : 9 – 
Cedar : 3 – 
Chambers : 2 – 
Champaign : 2 – 
Charlotte : 2 (**) – 
Chase : 2 – 
Chatham : 2 – 
Chautauqua : 2 – 
Cherokee : 8 – 
Chester : 3 – 
Chesterfield : 2 – 
Cheyenne : 3 – 
Chickasaw : 2 – 
Chippewa : 3 – 
Choctaw : 3 – 
Christian : 3 – 
Claiborne : 3 – 
Clark : 12 – 
Clarke : 5 – 
Clay : 18 – 
Clayton : 2 – 
Clearwater : 2 – 
Cleburne : 2 – 
Cleveland : 3 – 
Clinton : 9 – 
Coffee : 3 – 
Colfax : 2 – 
Columbia : 8 – 
Comanche : 3 – 
Cook : 3 – 
Coos : 2 – 
Covington : 2 – 
Craig : 2 – 
Crawford : 11 – 
Crittenden : 2 – 
Crockett : 2 – 
Crook : 2 – 
Cumberland : 8 (***) – 
Curry : 2 – 
Custer : 6
(*) + un ancien comté de ce nom, en Géorgie, désormais supprimé

(**) + autre comté de Charlotte au Canada

(***) + 1 comté supprimé au Royaume-Uni, 1 comté au Canada, et 2 comtés supprimés aux États-Unis

### D
Dade : 2 – 
Dakota : 2 – 
Dallas : 5 – 
Davidson : 2 – 
Daviess : 3 – 
Davis : 2 – 
Dawson : 4 – 
Decatur : 5 – 
DeKalb : 6 – 
Delaware : 6 – 
Delta : 3 – 
DeSoto : 2 – 
Deuel : 2 – 
Dewey : 2 – 
DeWitt : 2 – 
Dickinson : 3 – 
Dodge : 4 – 
Dorchester : 2 –
Douglas : 12 – 
Dunn : 2 – 
Durham : 1 (*) – 
Duval : 2
(*) + 1 comté de Durham au Canada, 1 en Angleterre et 1 en Australie

### E
Eddy : 2 – 
Edwards : 3 – 
Effingham : 2 – 
El Paso : 2 – 
Elbert : 2 – 
Elk : 2 – 
Ellis : 3 – 
Elmore : 2 – 
Emmet : 2 – 
Erie : 3 – 
Escambia : 2 – 
Essex : 5 (*)
(*) + autres comtés de Somerset : 1 au Canada et 1 au Royaume-Uni

### F
Fairfield : 3 – 
Fannin : 2 – 
Fayette : 11 – 
Fillmore : 2 – 
Florence : 2 – 
Floyd : 6 – 
Ford : 2 – 
Forest : 2 – 
Forsyth : 2 – 
Franklin : 24 – 
Frederick : 2 – 
Fremont : 4 – 
Fulton : 8

### G
Gallatin : 3 – 
Garfield : 6 – 
Genesee : 2 – 
Gibson : 2 – 
Giles : 2 – 
Gilmer : 2 – 
Gloucester : 2 (*) – 
Golden Valley : 2 – 
Grady : 2 – 
Graham : 3 – 
Grand : 2 – 
Grant : 15 – 
Gray : 2 – 
Grayson : 3 – 
Greeley : 2 – 
Green : 2 – 
Greene : 14 – 
Greenwood : 2 – 
Grundy : 4 – 
Guadalupe : 2
(*) + autres comtés de Gloucester : 1 au Canada et 1 au Royaume-Uni

### H
Hale : 2 – 
Halifax : 2 – 
Hall : 3 – 
Hamilton : 10 – 
Hampshire : 2 – 
Hancock : 10 – 
Hardin : 6 – 
Harding : 2 – 
Harper : 2 – 
Harris : 2 – 
Harrison : 8 – 
Hart : 2 – 
Haskell : 2 – 
Haywood : 2 – 
Henderson : 5 – 
Henry : 10 – 
Hickman : 2 – 
Hidalgo : 2 – 
Highland : 2 – 
Hill : 2 – 
Hillsborough : 2 – 
Holmes : 2 – 
Holt : 2 – 
Hopkins : 2 – 
Houston : 5 – 
Howard : 7 – 
Hughes : 2 – 
Humboldt : 3 – 
Humphreys : 2 – 
Huntingdon : 2 – 
Huron : 2 (*) – 
Hutchinson : 2 – 
Hyde : 2
(*) + 1 comté de Huron au Canada

### I
Iowa : 2 – 
Iron : 4

### J
Jackson : 23 – 
Jasper : 8 – 
Jeff Davis : 2 – 
Jefferson : 25 – 
Johnson : 12 – 
Johnston : 2 – 
Jones : 6

### K
Kane : 2 – 
Kendall : 2 – 
Kent : 5 – 
King : 2 – 
Kings : 2 (*) – 
Kiowa : 3 – 
Knox : 9
(*) + 2 autres comtés de Kings au Canada

### L
La Salle : 2 – 
Lafayette : 5 – 
Lake : 12 – 
Lamar : 4 – 
Lancaster : 4 – 
Lane : 2 – 
Lauderdale : 3 – 
Laurens : 2 – 
Lawrence : 11 – 
Lee : 12 – 
Leon : 2 – 
Lewis : 7 – 
Liberty : 4 – 
Limestone : 2 – 
Lincoln : 23 – 
Linn : 4 – 
Livingston : 6 – 
Logan : 10 – 
Louisa : 2 – 
Lowndes : 3 – 
Lucas : 2 – 
Lyon : 5

### M
Macon : 6 – 
Madison : 20 – 
Marion : 17 – 
Marquette : 2 – 
Marshall : 12 – 
Martin : 6 – 
Mason : 6 – 
McDowell : 2 – 
McHenry : 2 – 
McIntosh : 3 – 
McLean : 3 – 
McPherson : 3 – 
Meade : 3 – 
Mecklenburg : 2 – 
Medina : 2 – 
Meigs : 2 – 
Menard : 2 – 
Menominee : 2 – 
Mercer : 8 – 
Miami : 3 – 
Middlesex : 4 – 
Midland : 2 – 
Miller : 3 – 
Mills : 2 – 
Mineral : 4 – 
Mississippi : 2 – 
Mitchell : 5 – 
Monongalia : 1 (*) – 
Monroe : 17 – 
Montgomery : 18 – 
Moore : 3 – 
Morgan : 11 – 
Morris : 3 – 
Morrow : 2 – 
Morton : 2 – 
Murray : 3
(*) L’homonymie est entre un comté de ce nom, qui subsiste, et un autre supprimé en 1871.

### N
Nassau : 2 – 
Nelson : 3 – 
Nemaha : 2 – 
Nevada : 2 – 
Newport : 1 (*) – 
Newton : 6 – 
Nicholas : 2 – 
Noble : 3 – 
Northampton : 3 – 
Northumberland : 2 (**)
(*) + 1 autre comté de Newport au Royaume-Uni
(**) + Autres comtés de Northumberland : 1 au Royaume-Uni, 2 au Canada

### O
Oconee : 2 – 
Ohio : 3 – 
Oldham : 2 – 
Oneida : 3 – 
Ontario : 1 (*) – 
Orange : 8 (**) – 
Orleans : 2 (***) – 
Osage : 3 – 
Osceola : 3 – 
Otero : 2 – 
Otsego : 2 – 
Ottawa : 4
(*) + 2 autres anciens comtés au Canada
(**) + autre comté d'Orange en France (transformé en principauté en 1181)

(***) à ne pas confondre avec l'ancien fief français comté d'Orléans (transformé en duché d'Orléans en 1344)

### P
Page : 2 – 
Panola : 2 – 
Park : 3 – 
Paulding : 2 – 
Pawnee : 3 – 
Pendleton : 2 – 
Pennington : 2 – 
Perkins : 2 – 
Perry : 10 – 
Phelps : 2 – 
Phillips : 4 – 
Pickens : 3 – 
Pierce : 5 – 
Pike : 10 – 
Platte : 3 – 
Plymouth : 2 – 
Pocahontas : 2 – 
Polk : 12 – 
Pontotoc : 2 – 
Pope : 3 – 
Portage : 2 – 
Pottawatomie : 2 – 
Potter : 3 – 
Powell : 2 – 
Prairie : 2 – 
Pulaski : 7 – 
Putnam : 9 

### Q
Queens : 2 (*) – 
Quitman : 2
(*) + 2 autres comtés de ce nom au Canada

### R
Ramsey : 2 – 
Randolph : 8 – 
Red River : 2 – 
Renville : 2 – 
Rice : 2 – 
Richland : 6 – 
Richmond : 4 (*) – 
Ripley : 2 – 
Roane : 2 – 
Roberts : 2 – 
Robertson : 2 – 
Rock : 4 – 
Rockingham : 3 – 
Roosevelt : 2 – 
Rowan : 2 – 
Rush : 2 – 
Rusk : 2 – 
Russell : 4 – 
Rutherford : 2
(*) + autre comté de Richmond au Canada

### S
Sabine : 2 – 
Saint Clair :  4 – 
Saint Louis : 2 – 
Saline : 5 – 
San Juan : 4 – 
San Miguel : 2 – 
Santa Cruz : 2 – 
Schuyler : 3 – 
Scotland : 2 – 
Scott : 11 – 
Sedgwick : 2 – 
Seminole : 3 – 
Seneca : 2 – 
Sevier : 3 – 
Seward : 2 – 
Shannon : 2 – 
Shelby : 8 – 
Sheridan : 5 – 
Sherman : 4 – 
Sierra : 2 – 
Simpson : 2 – 
Sioux : 3 – 
Smith : 4 – 
Somerset : 4 (*) – 
Spencer : 2 – 
Stafford : 2 – 
Stanton : 2 – 
Stark : 3 – 
Steele : 2 – 
Stephens : 3 – 
Steuben : 2 – 
Stevens : 4 – 
Stewart : 2 – 
Stone : 3 – 
St. Joseph : 2 – 
Suffolk : 2 – 
Sullivan : 6 -
Summit : 3 – 
Sumner : 2 – 
Sumter : 4 – 
Surry : 2 – 
Sussex : 2
(*) + autre comté de Somerset au Royaume-Uni

(**) un comté et une paroisse

### T
Talbot : 2 – 
Taylor : 7 – 
Tazewell : 2 – 
Terrell : 2 – 
Teton : 3 – 
Texas : 2 – 
Thomas : 3 – 
Thurston : 2 – 
Tioga : 2 – 
Todd : 3 – 
Trinity : 2 – 
Turner : 2 – 
Tyler : 2

### U
Union : 18 – 
Upshur : 2

### V
Valley : 3 – 
Van Buren : 4 – 
Vermilion : 2 – 
Vernon : 2 – 
Victoria : 1 (*)
(*) seul comté de ce nom aux États-Unis, mais il y a deux « comté de Victoria » au Canada

### W
Wabash : 2 – 
Walker : 3 – 
Walton : 2 – 
Walworth : 2 – 
Ward : 2 – 
Warren : 14 – 
Washington : 30 – 
Wayne : 15 – 
Webster : 7 – 
Wells : 2 – 
Westmoreland : 2 – 
Wheeler : 4 – 
White : 5 – 
Whitley : 2 – 
Wichita : 2 – 
Wilcox : 2 – 
Wilkes : 2 – 
Wilkinson : 2 – 
Williams : 2 – 
Williamson : 3 – 
Wilson : 4 – 
Windham : 2 – 
Winnebago : 3 – 
Winston : 2 – 
Wise : 2 – 
Wood : 4 – 
Woodford : 2 – 
Worcester : 2 – 
Worth : 3 – 
Wright : 3 – 
Wyoming : 3

### Y
York : 5 – 
Yuma : 2

## «Hit-parade» des noms de comtés
| Rang          | Nombre d'homonymes | Liste des pages d'homonymie |
| ------------- | ------------------ | --- |
| 1er           | 30 homonymes       | Washington |
| 2e            | 25 homonymes       | Jefferson |
| 3e            | 24 homonymes       | Franklin |
| 4es ex æquo   | 23 homonymes       | Lincoln |
| 6e            | 20 homonymes       | Madison |
| 7es ex æquo   | 18 homonymes       | Montgomery \| Union |
| 10es ex æquo  | 17 homonymes       | Monroe |
| 12es ex æquo  | 15 homonymes       | Wayne |
| 14es ex æquo  | 14 homonymes       | Warren |
| 16e           | 13 homonymes       | Carroll |
| 17es ex æquo  | 12 homonymes       | Clark \| Douglas \| Lake \| Lee \| Johnson \| Polk |
| 24es ex æquo  | 11 homonymes       | Crawford \| Fayette \| Lawrence \| Morgan \| Scott |
| 30es ex æquo  | 10 homonymes       | Henry \| Logan \| Perry \| Pike |
| 35es ex æquo  | 9 homonymes        | Knox |
| 37es ex æquo  | 8 homonymes        | Columbia \| Cumberland \| Fulton \| Harrison \| Jasper \| Mercer \| Orange \| Randolph \| Shelby |
| 47es ex æquo  | 7 homonymes        | Pulaski \| Taylor |
| 50es ex æquo  | 6 homonymes        | Garfield \| Hardin \| Jones \| Newton \| Richland \| Sullivan |
| 57es ex æquo  | 5 homonymes        | Dallas \| Essex \| Lafayette \| Mitchell \| Saline \| Sheridan \| White |
| 65es ex æquo  | 4 homonymes        | Carbon \| Dawson \| Fremont \| Liberty \| Mineral \| Phillips \| Richmond \| Russell \| San Juan \| Smith \| Somerset \| Stevens \| Van Buren \| Wood |
| 80es ex æquo  | 3 homonymes        | Buffalo \| Butte \| Chester \| Cheyenne \| Cook \| Delta \| Gallatin \| Humboldt \| Kiowa \| Meade \| Miami \| Miller \| Morris \| Nelson \| Northampton \| Ohio \| Park \| Pickens \| Platte \| Pope \| Rockingham \| Sevier \| Stephens \| Stone \| Summit \| Teton \| Wyoming |
| 108es ex-æquo | 2 homonymes        | Beaufort \| Bell \| Berkeley \| Big Horn \| Bradford \| Bradley \| Brooks \| Brunswick \| Caroline \| Charlotte \| Chesterfield \| Cleburne \| Coos \| Crittenden \| Davis \| DeSoto \| DeWitt \| Duval \| Effingham \| El Paso \| Elbert \| Escambia \| Fillmore \| Florence \| Frederick \| Genesee \| Golden Valley \| Grand \| Harris \| Highland \| Hill \| Hillsborough \| Huntingdon \| Kings \| Louisa \| Marquette \| Mississippi \| Nassau \| Nevada \| Otero \| Paulding \| Pocahontas \| Powell \| Prairie \| Queens \| Roane \| Roberts \| Roosevelt \| Rutherford \| San Miguel \| Santa Cruz \| Sedgwick \| Seneca \| Sierra \| Stafford \| Steuben \| Stewart \| Tazewell \| Trinity \| Turner \| Tyler \| Vermilion \| Ward \| Williams \| Windham \| Worcester \| Yuma |

Ne concerne que les cas où il y a homonymie entre deux comtés des États-Unis. Les rares comtés, uniques de leur nom aux États-Unis mais ayant un ou plusieurs homonymes dans un autre pays, ne figurent pas dans le « classement ».

## Statistiques par État
(Section embryonnaire)
| État                 | État   | Nombre total de comtés | Comtés à nom unique | Comtés à nom unique | Comtés ayant des homonymes | Comtés ayant des homonymes | Observations |
| Nom de l'État        | Liste  | Nombre total de comtés | Nombre              | %                   | Nombre                     | %                          | Observations |
| -------------------- | ------ | ---------------------- | ------------------- | ------------------- | -------------------------- | -------------------------- | --- |
| Alabama              | liste  | 67                     | 16                  | 23,88 %             | 51                         | 76,12 %                    | |
| Alaska               | liste  | (16) (11)              |                     |                     |                            |                            | État cité pour mémoire, dans lequel n'existent pas les comtés, mais 16 boroughs et 11 census areas.                                              |
| Arizona              | liste  | 15                     | 11                  | 73,33 %             | 4                          | 26,67 %                    | |
| Arkansas             | liste  | 75                     | 25                  | 33,33 %             | 50                         | 66,67 %                    | |
| Californie           | liste  | 58                     | 49                  | 84,48 %             | 9                          | 15,52 %                    | |
| Caroline du Nord     | liste  | 100                    | 47                  | 47,00 %             | 53                         | 53,00 %                    | |
| Caroline du Sud      | liste  | 45                     | 25                  | 55,56 %             | 20                         | 44,44 %                    | |
| Colorado             | liste  | 64                     | 37                  | 57,81 %             | 27                         | 42,19 %                    | |
| Connecticut          | liste  | 8                      | 5                   | 62,50 %             | 3                          | 37,50 %                    | |
| Dakota du Nord       | liste  | 53                     | 27                  | 50,94 %             | 26                         | 49,06 %                    | |
| Dakota du Sud        | liste  | 66                     | 35                  | 53,03 %             | 31                         | 46,97 %                    | |
| Delaware             | liste  | 3                      | 1                   | 33,33 %             | 2                          | 66,67 %                    | |
| Floride              | liste  | 67                     | 32                  | 47,76 %             | 35                         | 52,24 %                    | |
| Géorgie              | liste  | 159                    | 64                  | 40,25 %             | 96                         | 59,75 %                    | |
| Hawaii               | liste  | 5                      | 5                   | 100,00 %            | 0                          | 0,00 %                     | |
| Idaho                | liste  | 44                     | 27                  | 61,36 %             | 17                         | 38,64 %                    | |
| Illinois             | liste  | 102                    | 19                  | 18,63 %             | 102                        | 81,37 %                    | |
| Indiana              | liste  | 92                     | 31                  | 33,70 %             | 61                         | 66,30 %                    | |
| Iowa                 | liste  | 99                     | 25                  | 25,25 %             | 74                         | 74,75 %                    | |
| Kansas               | liste  | 105                    | 30                  | 28,57 %             | 75                         | 71,43 %                    | |
| Kentucky             | liste  | 120                    | 35                  | 29,17 %             | 85                         | 70,83 %                    | |
| Louisiane            | liste  | (64)                   |                     |                     |                            |                            | État cité pour mémoire, dans lequel n'existent pas les comtés, mais 64 paroisses (parishes).                                                     |
| Maine                | liste  | 16                     | 7                   | 43,75 %             | 9                          | 56,25 %                    | |
| Maryland             | liste  | 23                     |                     |                     |                            |                            | Non compris une cité indépendante, qui ne se rattache à aucun comté.                                                                             |
| Massachusetts        | liste  | 14                     |                     |                     |                            |                            | |
| Michigan             | liste  | 83                     | 49                  | 59,04 %             | 34                         | 40,96 %                    | |
| Minnesota            | liste  | 87                     | 53                  | 60,92 %             | 34                         | 39,08 %                    | |
| Mississippi          | liste  | 82                     |                     |                     |                            |                            | |
| Missouri             | liste  | 114                    |                     |                     |                            |                            | Non compris une cité indépendante, qui ne se rattache à aucun comté.                                                                             |
| Montana              | liste  | 56                     | 30                  | 53,57 %             | 26                         | 46,43 %                    | |
| Nebraska             | liste  | 93                     | 33                  | 35,48 %             | 60                         | 64,52 %                    | |
| Nevada               | liste  | 16                     | 10                  | 62,50 %             | 6                          | 37,50 %                    | Non compris la cité indépendante de Carson City.                                                                                                 |
| New Hampshire        | liste  | 10                     | 4                   | 40,00 %             | 6                          | 60,00 %                    | Le comté de Cheshire est partiellement homonyme du comté de Cheshire, en Angleterre, lequel n'est toutefois jamais appelé « comté de Cheshire ». |
| New Jersey           | liste  | 21                     |                     |                     |                            |                            | |
| État de New York     | liste  | 62                     |                     |                     |                            |                            | |
| Nouveau-Mexique      | liste  | 33                     | 19                  | 57,58 %             | 14                         | 42,42 %                    | |
| Ohio                 | liste  | 88                     |                     |                     |                            |                            | |
| Oklahoma             | liste  | 77                     | 37                  | 48,05 %             | 40                         | 51,95 %                    | |
| Oregon               | liste  | 36                     | 15                  | 41,67 %             | 21                         | 58,33 %                    | |
| Pennsylvanie         | liste  | 67                     | 25                  | 37,31 %             | 42                         | 62,69 %                    | |
| Rhode Island         | liste  | 5                      | 1                   | 20,00 %             | 4                          | 80,00 %                    | |
| Tennessee            | liste  | 95                     |                     |                     |                            |                            | |
| Texas                | liste  | 254                    | 155                 | 61,02 %             | 99                         | 38,98 %                    | |
| Utah                 | liste  | 29                     | 16                  | 55,17 %             | 13                         | 44,87 %                    | |
| Vermont              | liste  | 14                     | 6                   | 42,86 %             | 8                          | 57,14 %                    | |
| Virginie             | liste  | 95                     |                     |                     |                            |                            | Non compris 39 cités indépendantes, qui ne se rattachent à aucun comté.                                                                          |
| Virginie-Occidentale | liste  | 55                     |                     |                     |                            |                            | |
| Washington           | liste  | 39                     |                     |                     |                            |                            | |
| Wisconsin            | liste  | 72                     |                     |                     |                            |                            | |
| Wyoming              | liste  | 23                     | 11                  | 47,83 %             | 12                         | 52,17 %                    | |
| Totaux               | Totaux | 3 140                  |                     |                     |                            |                            | |